# أبو الفضل بن حصداي
أبو الفضل حصداي بن يوسف بن حصداي كان فيلسوفًا وشاعرًا ورياضيًا وطبيبًا وشخصية سياسية، عاش في العالم الإسلامي، وتحديدًا في القرن الحادي عشر في سرقسطة في الأندلس، التي كانت آنذاك تحت حكم طائفة سرقسطة.
كان ابن الشاعر يوسف بن حسداي، الذي قَدِمَ من قرطبة في عام 1013، وحفيد حصداي بن إسحاق. في عام 1066 عُين وزيرًا في بلاط بني هود في سرقسطة، وهو المنصب الذي شغله حتى اعتلى يوسف المؤتمن بن هود العرش في عام 1081. غادر إلى الدولة الفاطمية حيث أسلم هناك.